# Mamelabou River
Mamelabou River är ett vattendrag i Dominica.   Det ligger i parishen Saint Andrew, i den norra delen av landet, 30 km norr om huvudstaden Roseau. Mamelabou River ligger på ön Dominica.